# Barolo (vino)
Il Barolo è un vino rosso a Denominazione di origine controllata e garantita prodotto in alcuni comuni del Piemonte.

## Zona di produzione
La zona di produzione delle uve comprende l'intero territorio dei comuni di Barolo, Castiglione Falletto, Serralunga d'Alba e parte del territorio dei comuni di La Morra, Monforte d'Alba, Roddi, Verduno, Cherasco, Diano d'Alba, Novello e Grinzane Cavour in provincia di Cuneo, area situata nel cuore delle Langhe pochi chilometri a sud di Alba.

## Storia
Il vino Barolo comincia a comparire a metà del XIX secolo circa, originato dall'omonimo paese nelle Langhe, in Provincia di Cuneo, con le tenute e le cantine già sede del castello dei marchesi Tancredi Falletti e Giulia Colbert Falletti di Barolo. Esso è semplicemente un diretto derivato di uve nebbiolo e quindi di vino nebbiolo (o nebiolo), vinificato per ottenere un prodotto eccezionalmente ricco ed armonioso, destinato a diventare l'ambasciatore del Piemonte dei Savoia nelle corti europee. A rendere importante il Barolo era ed è la sua struttura che esprime un bouquet complesso e avvolgente, in grado di svilupparsi nel tempo senza perdere le sue caratteristiche organolettiche.
Il primo ruolo fondamentale nella storia del vino Barolo fu quello di Paolo Francesco Staglieno, responsabile della prima versione del vino da uve Nebbiolo secco, almeno a partire dal 1830 circa..
Autore del manuale "Istruzione intorno al miglior metodo di fare e conservare i vini in Piemonte", pubblicato nel 1835, Staglieno fu il pioniere nella nascita della nuova enologia piemontese. Fu responsabile delle vigne e delle cantine del Tenimento di Pollenzo, centro di eccellenza vitivinicola della casa reale. Fu anche chiamato dallo stesso Cavour come enologo della sua tenuta Grinzane, tra il 1836 e il 1841.
Le innovazioni di vinificazione del Generale enologo, oltre che ad alcune variazioni nei processi di selezione dei graspi, macerazione e pulitura delle botti, fu l'introduzione del cosiddetto metodo Gervais, pubblicato qualche anno prima dagli enologi francesi Jean-Antoine e Elisabette Gervais soprattutto in merito alla soluzione, attraverso macchinetta omonima simile ad alambicco, per eliminare l'eccedenza di acido carbonico e biossido di carbonio durante la vinificazione. Dopo il suo intervento, il modo di produrre vini secchi, stabili e destinabili all'esportazione venne successivamente chiamato "metodo Staglieno". Recentemente, è stato invece documentato un ruolo più marginale in merito agli interventi dell'enologo francese Louis Oudart.

### Giulia di Barolo
Il marchese Tancredi Falletti di Barolo, già ricco possidente del castello e delle tenute di Barolo nelle Langhe, nel 1807 sposò la nobile francese Juliette Colbert, nota in Italia come Giulia Falletti di Barolo. Oltre che a munifiche opere di beneficenza e aiuto ai poveri ed i malati presso Torino e altrove, la marchesa si occupò, con tenacia, di perfezionare e promuovere il già celebre vino di corte. Discendente di un'antica famiglia di vinificatori della corte francese, ella si dedicò alle cantine del castello di Barolo a partire dal 1845 circa. Appoggiata dal Conte di Cavour e da Vittorio Emanuele II di Savoia, riuscì, attraverso il "metodo Staglieno", a perfezionare e diffondere il pregiato vino in tutte le corti d'Europa. Si racconta che un giorno, la marchesa Falletti offrì a Carlo Alberto 325 "carrà" di Barolo - una per ogni giorno dell'anno ad eccezione del periodo di astinenza quaresimale - perché il Re aveva espresso il desiderio di assaggiare quel "suo nuovo vino"; l'omaggio passò alla storia: le "carrà" erano infatti botti da trasporto su carro, della capacità di 12 brente (circa 600 litri). Re Carlo Alberto rimase così entusiasta del vino avuto in dono, che decise di comprare la tenuta di Verduno per potervi avviare una sua produzione personale, ed altrettanto fece il Re Vittorio Emanuele II, alcuni anni dopo, acquistando la tenuta di Fontanafredda a Serralunga d'Alba.

### XX secolo
Il vino Barolo poi, continuò a conquistare le tavole di corte a cavallo tra il XIX e il XX secolo. La marchesa Giulia di Barolo lasciò i suoi ingenti averi all'Opera Pia Barolo, dedita a sole opere di carità, mentre le cantine di Barolo persero d'importanza e di produzione nei difficili anni della prima guerra mondiale. A ciò si aggiunse un'epidemia di fillossera nel 1930, una malattia della vite che decimò molte coltivazioni del Piemonte.
Nel secondo dopoguerra, vi fu una rivalutazione e un recupero di tutti i prodotti enologici, le colline furono ripopolate dalle viti e, per quanto riguarda il Barolo, furono valorizzate soprattutto le cantine del Castello di Grinzane Cavour e dello stesso castello di Barolo. A partire dagli anni sessanta del XX secolo, i cru del vino Barolo vennero espressamente contemplati in etichetta, fino ad arrivare al riconoscimento DOC con DPR 23.04.1966 (G.U.146 - 15.6.1966). Fu successivamente riconosciuto come DOCG con DPR 01.07.1980 (GU 21 - 22.01.1981), modificato con DM 30.09.2010 (GU 239 - 14.10.2010), di nuovo modificato con DM 26.11.2010 (GU 241- 16.12.2010 (S.O. nº 279)) e infine modificato con DM 30.11.2011 (Pubblicato sul sito ufficiale del Mipaaf Sezione Qualità e Sicurezza - Vini DOP e IGP) e l'uvaggio fu stabilito con uve Nebbiolo in purezza al 100%. Secondo il disciplinare del 1980 tuttavia, il "Barolo" risultava nelle sue tre varietà Michet, Lampia e Rosé, ma quest'ultimo è stato recentemente dimostrato essere un vitigno differente dal puro Nebbiolo, anche se probabilmente un suo stretto parente.

## Tecniche di produzione
Le Langhe hanno origine nell'Era Terziaria o Cenozoica, iniziata quasi 70 milioni di anni fa. Il terreno, caratteristico della zona, è detto  "tortoniano" ed è composto da alternanze di marne grigio-azzurre e sabbie stratificate, risultando per tali ragioni molto favorevole alla coltivazione della vite. Su di essi devono trovarsi i vigneti, ad altitudini poste tra i 170 e i 540 metri s.l.m..
L'unica forma di allevamento consentita è la controspalliera Guyot.
Le operazioni di vinificazione, invecchiamento e imbottigliamento possono venire effettuate solo nella zona delimitata.
Per la commercializzazione del Barolo è richiesto un invecchiamento di almeno 38 mesi, di cui 18 in botti di legno; il Barolo riserva deve invecchiare almeno 60 mesi, cui almeno 18 in botti di rovere o castagno.

### Barolo chinato
L'articolo 7 del disciplinare prevede che per produrre il Barolo chinato si deve utilizzare vino Barolo a DOCG, con divieto tassativo di aggiungere altri mosti o vini.

## Disciplinare
Non esistono differenze nelle caratteristiche di "Barolo" e "Barolo riserva", fatto salvo il periodo di invecchiamento.
| uvaggio                        | Nebbiolo 100% |
| titolo alcolometrico minimo    | 13,00% vol.   |
| acidità totale minima          | 4,5 g/l.      |
| estratto secco minimo          | 22,00 g/l     |
| resa massima di uva per ettaro | 80 q.         |
| resa massima di uva in vino    | 70%           |

### Menzione geografica aggiuntiva
La denominazione può essere seguita da una delle seguenti menzioni geografiche aggiuntive, anche abbinate alla menzione vigna:
Albarella, Altenasso (o Garblet Suè o Garbelletto Superiore), Annunziata, Arborina, Arione, Ascheri, Bablino, Badarina, Baudana, Bergeisa, Bergera-Pezzole, Berri, Bettolotti, Boiolo, Borzone, Boscareto, Boscatto, Boschetti, Brandini, Brea, Breri, Bricco Ambrogio, Bricco Boschis, Bricco Chiesa, Bricco Cogni, Bricco delle Viole, Bricco Luciani, Bricco Manescotto, Bricco Manzoni, Bricco Rocca, Bricco Rocche, Bricco San Biagio, Bricco San Giovanni, Bricco San Pietro, Bricco Voghera, Briccolina, Broglio, Brunate, Brunella, Bussia, Campasso, Cannubi, Cannubi Boschis, Cannubi Muscatel, Cannubi San Lorenzo, Cannubi Valletta, Canova, Capalot, Cappallotto, Carpegna, Case Nere, Castagni ,Castellero, Castelletto, Castello, Cerequio, Cerrati, Cerretta, Cerviano-Merli, Ciocchini, Ciocchini-Loschetto, Codana, Collaretto, Colombaro, Conca, Corini-Pallaretta, Costabella, Coste di Rose, Coste di Vergne, Crosia, Damiano, Drucà, Falletto, Fiasco, Fontanafredda, Fossati, Franci, Gabutti, Galina, Gallaretto, Garretti, Gattera, Giachini, Gianetto, Ginestra, Gramolere, Gustava, La Corte, La Serra, La Vigna, La Volta, Lazzarito, Le Coste, Le Coste di Monforte, Le Turne, Lirano, Liste, Manocino, Mantoetto, Marenca, Margheria, Mariondino (o Monriondino o Bricco Moriondino), Massara, Menarne, Monprivato, Monrobiolo di Bussia, Montanello, Monvigliero, Mosconi, Neirane, Ornato, Paiagallo, Panerole, Parafada, Parussi, Pernanno, Perno, Piantà, Pira, Pisapola, Prabon, Prapò, Preda, Pugnane, Ravera, Ravera di Monforte, Raviole, Riva Rocca, Rivassi, Rive, Rivette, Rocche dell'Annunziata, Rocche dell'Olmo, Rocche di Castiglione, Rocchettevino, Rodasca, Roere di Santa Maria, Roggeri, Roncaglie, Ruè, San Bernardo, San Giacomo, San Giovanni, San Lorenzo (o San Lorenzo di Verduno), San Pietro, San Ponzio, San Rocco, Santa Maria, Sant'Anna, Sarmassa, Scarrone, Serra, Serra dei Turchi, Serradenari, Silio, Solanotto, Sorano, Sottocastello di Novello, Teodoro, Terlo, Tortiglione, Valentino, Vignane, Vignarionda, Vignolo, Villero, Zoccolaio, Zonchetta|, Zuncai.
|}
- In ogni comune è inoltre possibile la dizione "del comune di"

### Caratteristiche organolettiche
Di colore rosso granato con riflessi aranciati, al naso si presenta intenso e persistente, con un patrimonio olfattivo eccezionalmente complesso, che tende a prediligere, a seconda dello stato evolutivo, note fruttate e floreali come viola e vaniglia o note terziarie come goudron e spezie.
In bocca le componenti "dure" (acidità, tannini, sali) risultano piacevolmente equilibrate da quelle "morbide" (alcoli e polialcoli), con una intensità e persistenza eccezionali che fanno del Barolo un vino potente, elegante e di grande personalità.
È importante sottolineare che, sebbene i comuni indicati siano molto vicini tra loro, esistono delle differenze organolettiche significative che contraddistinguono i vini prodotti nelle varie località. Merito dell'esposizione (in realtà poco variabile essendo obbligatori i vigneti a sud, sud-est, sud-ovest), ma soprattutto del suolo, ora argilloso, ora sabbio-argilloso, ora prevalentemente sabbioso. Il risultato è un climax in termini che consente di passare rispettivamente da soluzioni più strutturate a vini più morbidi e fruttati.

### Abbinamenti consigliati
Il vino Barolo trova il giusto abbinamento con piatti come arrosti di carne rossa, brasati, cacciagione, selvaggina, cibi tartufati, formaggi a pasta dura e stagionati. Come tutti i "grandi vini rossi", può essere anche classificato come vino da meditazione.
È un ingrediente essenziale del brasato e del risotto al barolo, tipiche ricette della cucina piemontese.